# Бузильов-Крецо Дмитро Михайлович
Дмитро Михайлович Бузильов-Крецо (рос. Дмитрий Михайлович Бузылёв-Крэцо; нар. 22 січня 1957, Кишинів, МРСР, СРСР — пом. 7 лютого 2018, Москва, Росія) — радянський російський актор, сценарист, поет, композитор, виконавець циганських романсів та пісень, заслужений артист Російської Федерації (1997)[1], член Спілки кінематографістів Росії. Автор та виконавець пісень в фільмах: «Табір іде в небо», «Сибіріада», «Очі чорні», «Жорстокий романс». Представник циганської династії Бузильових, брат співачок Наташи Бузильовой та Алени Бузильовой, батько актора й продюсера Михайла Бузильова.

## Життєпис
Дмитро Бузильов-Крецо народився 22 січня 1957 року в циганській сім'ї. Його бабуся, батько, мати, семеро братів та сестер присвятили себе музиці, пісням і танцям. У п'ять років він вже грав на гітарі, в дванадцять років почав виступати у складі «Ансамблю угорських циган» під керівництвом Білаша Вишневського.
У 18 років знявся в драмі Еміля Лотяну «Табір іде в небо» — виконав роль брата Ради. Після зйомок він разом з братами організував ансамбль «Табір іде в небо», який проіснував до 1995 року. 
Наступною помітною роллю Дмитра Бузильов стала роль цигана Міті в «Сибіріаді». Для цього фільму він написав та виконав кілька пісень. Після «Сибіріади» працював у театрі «Ромен». 
Брав участь у фестивалях в Німеччині, Польщі, Каннах. У 2000 році випустив два компакт-диска в Швеції та Німеччині. 
Восени 2017 року потрапив в реанімацію однієї з московських клінік з запаленням легенів. Пневмонію вдалося вилікувати, однак була виявлена проривна виразка шлунку, йому зробили операцію. Помер 7 лютого 2018 року. Похований на Пихтінському цвинтарі.

## Фільмографія
- 2010 — «Стомлені сонцем 2» — циган
- 2004 — «Бідна Настя» — циган з табору, немає в титрах
- 2003 — «Колгосп Інтертейнмент» — син барона
- 2002 — «Кодекс честі-1» — охоронець, немає в титрах
- 1995 — «Червона вишня» — циган Маку
- 1993 — «Той, що біжить по льоду» — циган-конокрад
- 1993 — «Я винен» — циган-бранець, немає в титрах
- 1992 — «Офіціант з золотим підносом» — керівник циганського хору
- 1991 — «Летючий голландець» — співак в ресторані
- 1990 — «Зачарований мандрівник» — циган
- 1989 — «Грань» — епізодична роль
- 1988 — «Дружина керосинника» — торговець на ринку, немає в титрах
- 1987 — «Очі чорні» — циганський «барон», немає в титрах
- 1987 — «Циганка Аза» — Янко
- 1985 — «Повернення Будулая» — циган-бандит
- 1984 — «Жорстокий романс» — циган Ілля
- 1983 — «Анна Павлова» — співак, немає в титрах
- 1983 — «Дитячий садок» — циган, баяніст і танцюрист, немає в титрах
- 1981 — «Мужики!..» — Арслан Асанов
- 1980 — «Тегеран-43» — тегеранец, немає в титрах
- 1978 — «Мій лагідний і ніжний звір» — співак, немає в титрах
- 1978 — «Сибіріада» — циган Митя
- 1976 — «Табір іде в небо» — брат Ради